# Katovsko (tvrz)
Katovsko je zcela zaniklá tvrz, které stávala na blíže neznámém místě stejnojmenné vesnici u Bratronic v okrese Strakonice.

## Historie
První zmínka pochází z roku 1443, kdy lidé strakonického velmistra Václava z Michalovic tvrz přepadli a vyloupili. V té době byl majitelem Štěpán z Katovska. Roku 1585 odkoupil ves a dvůr strakonický generální převor Kryštof starší z Vartenberka, ale už roku 1586 jej prodal Janovi staršímu Horčicovi z Prostého, který jej připojil k Bratronicím. Tvrz tak ztratila svou sídelní funkci a zanikla. Stávala pravděpodobně ve dvoře, který ve druhé polovině dvacátého století využívalo jednotné zemědělské družstvo.